# ISO 26262
L'ISO 26262 (« Véhicules routiers - Sécurité fonctionnelle ») est une norme ISO émergente pour les systèmes de sécurité dans les véhicules routiers à moteur. L'ISO 26262:2011 définit un cadre et un modèle d'application, ainsi que les activités, les méthodes à utiliser et les données de sortie attendues. La mise en œuvre de cette norme permettra de garantir la sécurité fonctionnelle des systèmes électrique/électronique dans les véhicules automobiles, ce standard étant une adaptation de la norme CEI 61508 prenant en compte les spécificités de ce secteur.
La première version de l'ISO 26262 a été publiée en novembre 2011, à la suite des travaux du groupe de travail « ISO TC22/SC3/WG16 ». Cette version est intégralement en anglais.

## Contenu
L'ISO 26262 se compose de dix parties normatives (nommées "part" en anglais), qui couvrent les thèmes suivants :
1. Vocabulaire
2. Gestion de la sécurité fonctionnelle
3. Phase de projet (phase de conception)
4. Développement du produit au niveau du système
5. Développement du produit au niveau du matériel
6. Développement du produit au niveau du logiciel
7. Production et utilisation (maintenance et recyclage)
8. Processus d’appui
9. Analyses liées aux niveaux d'intégrité de sécurité automobile (Automotive Safety Integrity Level : ASIL (en)) et à la sécurité
10. Lignes directrices relatives à l'ISO 26262 (guide d'utilisation de la norme ajouté en 2012)

La partie 3 contient des exigences concernant la réalisation d'une Analyse des risques. Pour cela, les situations potentiellement à risque doivent être identifiées. Cela se fait en considérant tous les modes de fonctionnement, et les modes de défaillances correspondants aux différentes fonctions du système étudié, ce qui peut être fait - par exemple - au travers d'une Analyse Préliminaire des Risques (APR). Finalement, chaque situation dangereuse sera cotée selon un niveau d'exigence en matière de sécurité de ASIL A à ASIL D, sinon comme non influent sur la sécurité (quality management - QM).
Un tableau de référence permet de déterminer la cotation QM ou ASIL A à D correspondante (D étant le niveau le plus critique) selon la Sévérité (S), l'Exposition (E) et la Contrôlabilité (C) de la situation dangereuse. 
Avec l'accroissement de l'ASIL, les exigences liées à la sécurité augmentent également. Pour les risques de classe QM, il n'y a aucune exigence particulière de prévue, en dehors de celles déjà prévues par le système de management de la qualité mis en place chez le fabricant du système. Ces points sont traités conformément à une norme de management de la qualité, telle que l'ISO 9001 ou l'ISO/TS 16949.